# Катастрофа Ми-8 на Шпицбергене 30 марта 2008 года
Катастрофа Ми-8 на Шпицбергене — авиационная катастрофа, произошедшая 30 марта 2008 года. Вертолёт Ми-8МТ, принадлежащий российской авиакомпании СПАРК+, выполнял пассажирский рейс по маршруту Лонгйир (Свальбард) — Баренцбург (Капп Хир) с 4 членами экипажа и 5 пассажирами на борту, но при заходе на посадку на вертодром в условиях плохой видимости вертолёт столкнулся с железо-бетонным ангаром и упал на левый борт. Погибли 3 человека.

## Вертолёт
Вертолёт Ми-8МТ с бортовым номером RA-06152 (заводской — 93521, серийный — 35-21) был построен Казанским вертолётным заводом (КВЗ) в 1983 году, и был передан авиакомпании Аэрофлот — МГА СССР, где получил бортовой номер СССР-06152. В 1993 году был продан авиакомпании «Авиалинии Центральных Районов», где он и получил бортовой номер RA-06152. В связи с закрытием авиакомпании в 2002 году вертолёт был продан, а в 2003 году его лизинговала авиакомпания СПАРК+. Вертолёт выполнял полеты для компании «Арктикуголь».

## Экипаж и пассажиры
На борту вертолёта находились 4 члена экипажа и 5 пассажиров.
В результате катастрофы погибли:
- Командир воздушного судна (КВС) — 37-летний Алексей Григорьев.
- Штурман — Александр Московских.
- Пассажир — Борис Хмель[1].

## Обстоятельства происшествия
Вертолет Ми-8МТ заходил на посадку на площадку базирования мыса Хеер с востока в условиях сильного снегопада и порывистого ветра. На посадочной площадке образовался слой свежевыпавшего снега толщиной 18-22 мм. После зависания вертолета над местом предполагаемой посадки и начала снижения воздушными потоками от вращающихся винтов снег был поднят в воздух, в результате чего экипаж вертолета не смог разглядеть наземные ориентиры. В условиях отсутствия четкой пространственной ориентировки пилот принял решение не садиться сразу, а пойти на второй круг. Вертолет перешел в набор высоты, а затем в горизонтальный полет в западном направлении. В процессе разгона скорости и набора высоты, проходившем при отсутствии визуальных ориентиров и в условиях воздействия на вертолет порывистого северного ветра, произошли левый крен и смещение вертолета влево от намеченного курса. Ввиду отсутствия видимости наземных ориентиров у экипажа не было возможности вовремя заметить произошедшие при уходе на второй круг смещение вертолета влево и вперед и появление левого крена, причиной которых могло стать резкое усиление (порыва) ветра. Вследствие этого возможности своевременно парировать у экипажа также не было. В 100 м от вертолетной площадки Ми-8МТ левой стороной кабины столкнулся с верхней частью фронтального торца железобетонного ангара и перевернулся через угол с левой стороны, после чего столкнулся хвостовой частью с землей и упал на левый борт. Погибли командир воздушного судна, штурман и один пассажир.

## Расследование
Расследование причин катастрофы Ми-8 на Шпицбергене проводил Норвежский совет по расследованию несчастных случаев на транспорте (NSIA).
Окончательный отчёт расследования был опубликован 21 февраля 2013 года.